# Sa mnom ili bez mene
Sa mnom ili bez mene je prvi studijski album hrvatskog pjevača Zlatana Stipišića Gibonnija koji je 1991. godine izdala producentska kuća Croatia Records, tada još pod imenom Jugotona. Glazba, tekst i aranžmani djelo su Gibonnija. Album je producirao Tomislav Mrduljaš, a izvršni producent je bio Zoran Škugor. Montaža je djelo Ivana Pike Stančića.

## Popis pjesama
1. Bolje da sam šutio (Ne bih te naljutio)
2. Ciccolina
3. Zrno radosti
4. Sve će biti k'o nekada
5. Sa mnom ili bez mene
6. Kad te spomenem
7. Cijelu noć molio sam nebo
8. Zar bih te povrijedio